# Bailliage de Thiaucourt
Le bailliage de Thiaucourt est une ancienne entité administrative du duché puis de la province de Bar, ayant existé de 1751 à 1790. Il a pour chef-lieu Thiaucourt.

## Géographie
Ce bailliage est délimité à l'est par le Ru-de-Maid, le bailliage de Pont-à-Mousson et la terre de Gorze ; au nord par le bailliage d'Étain ; à l'ouest et au sud par celui de Saint-Mihiel.

## Histoire
Le bailliage de Thiaucourt est créé par l'édit de juin 1751, avant cette date la prévôté de Thiaucourt fait partie du bailliage de Pont-à-Mousson.
Il dépend du diocèse de Metz, excepté Rembercourt-sur-Math qui dépend du diocèse de Toul. Il est régi par la coutume de Saint-Mihiel, à l'exception de Buxiere et Chambley qui suivent la coutume de Lorraine.
La mesure des grains de ce bailliage est la quarte, elle pèse 132 livres et se divise en 4 bichets.

## Bailli
En 1779, le bailli est M. le comte de Rozieres d'Euvesin.

## Communautés
En 1779, les communautés ci-dessous font partie du bailliage :
- L'Abbaye de Saint-Benoît-en-Voivre, la bassecour, et les censes d'Ansoncourt, Hazavant, Chant-Fontaine, Longeaux, Solry et la Franche-Ville
- Benney-en-Voivre
- Bouillonville
- Chambley et Buxiere
- Charrey
- La Chaussée
- Dommartin-la-Chaussée
- Euvezin
- Hadonville-la-Chaussée
- Hannonville-au-Passage
- Has-la-Marche
- Hautmont-lès-la-Chaussée et la cense de Hautmont
- Nonsard
- Panne
- Puxieux-en-Voivre
- Rambercourt-sur-Math
- Thiaucourt et ses dépendances
- La Tour-en-Voivre, le ban de Suzémont et la cense de Trefle
- Xammes ou Chammes
- Xonville ou Chonville